# Mont Popa
Mont Popa (Birmà: ပုပ္ပားတောင်; MLCTS: puppa taung; pronunciat [pòupá tàuɴ]) és una muntanya volcànica de 1.518 metres sobre el nivell de la mar, al centre de Myanmar, antiga Birmània, a uns 50 km al sud-est de Bagan a la serralada de Pegu Yoma.